# Petr Kutheil
Petr Kutheil (* 3. července 1981 Praha) je český zpěvák, textař, hudebník a divadelník, který od svých 16 let působí na české hudební a divadelní scéně.

## Život
První uměleckou zkušeností bylo zpívání v Pražském smíšeném sboru pod vedením Miroslava Košlera a navštěvoval také několik amatérských divadelních spolků. Krátce studoval Konzervatoř Jaroslava Ježka a poté vystudoval na střední škole 1.KŠPA obor Ekonomie a podnikání.
Soukromě chodil na hodiny zpěvu k Jarmile Chaloupkové, Zdeňkovi Jankovskému a od roku 1995 k sólistovi Národního divadla Romanu Janálovi.
Poprvé se výrazněji umělecky prosadil jako finalista v televizní soutěži Hlas Československa v roce 2012. Od té doby působí na profesionální scéně a to zejména v muzikálových produkcích, kde účinkuje převážně v pražských divadlech. Zastával například následující role: Romeo (Romeo a Julie), Horácio (Hamlet), Giordano Bruno (Galileo), Wisotzky (Rocky), Hrbáč (Kladivo na čarodějnice), Náčelník tučňáků (Madagaskar), Pešek (Noc na Karlštejně), Houseňák (Alenka v kraji zázraků) a další.
Příležitostně zpívá také s orchestrem Felixe Slováčka. V roce 2008 zpíval s Danielem Landou na tour Československo.
Získal cenu Skokan roku 2005 v kategorii kapel v Českém slavíkovi s kapelou Votchi.
Tři sezóny hostoval v Těšínském divadle, kde si zahrál několik titulních rolí. Nazpíval řadu alb různých muzikálů a hudebních projektů. V roce 2018 byl angažován Milanem Steigerwaldem a Pavlou Forest jako sólista do představení RockOpery Praha a ve stejném roce se stal součástí metalového projektu Radima Pařízka Bohemian Metal Rhapsody
Od března roku 2023 je zpěvákem české metalové kapely Motorband.
Kromě zpěvu a okrajově také jeho výuce se věnuje komponování hudby pro různé interprety a divadla. Je například spoluautorem hudby muzikálu Kapka medu pro Verunku či hudebně spolupracuje s divadlem Pod kloboukem. K roku 2020 připravoval hudbu k muzikálu Frankenstein.[zdroj⁠?!]
Příležitostně natáčel některé díly seriálů, jako jsou Gympl s (r)učením omezeným, Ulice, Modrý kód a další. Vystupuje s pop/rock kapelou KUTHEIL + LIVE BAND.
Videoklip Icarus z repertoáru Petra Kutheila byl nominován v roce 2019 z deseti českých interpretů do soutěže fanoušků Eurovize s názvem INFEvision, kde získal 1. místo.

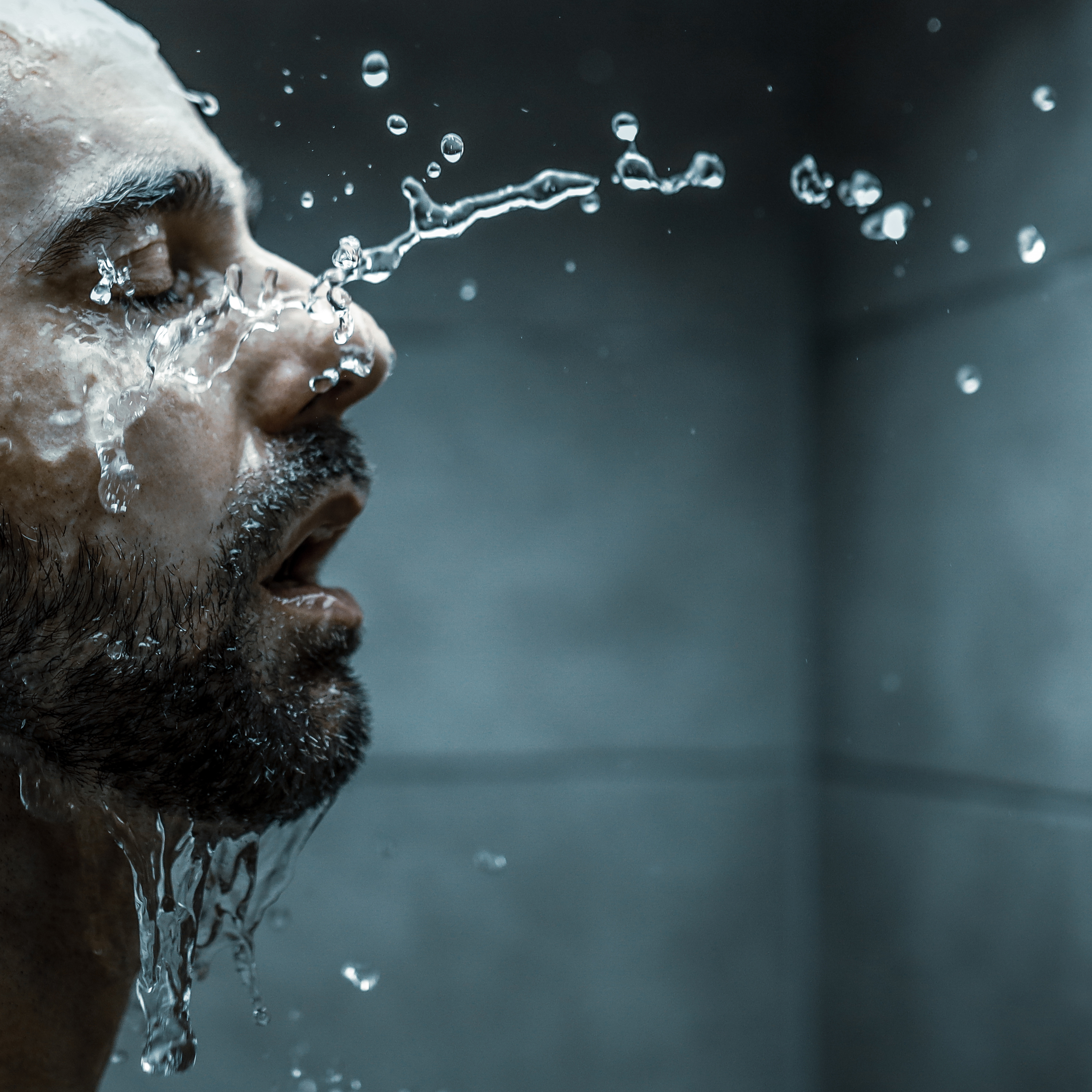
Licence fotografie Petr Kutheil

## Diskografie

### Muzikály interpret CD
- Galileo (2002)
- Jekyll a Hyde (2002)
- Lewron Orchestra Olza (2005)
- Ať žije rockenroll (2010)
- Hamlet (2012)
- Kapka medu pro Verunku (2012)
- Alenka v kraji zázraků (2016)
- Srdcový král (2017)

### Kapela Votchi
- Unicorn (2004)
- New Religion (2008)

### Kutheil + Live Band (singly)
- Ta noc je tak krásná (2018) s Bárou Basikovou
- Icarus (2019)
- Soundtown (2019)
- Hladina (2020)

## Filmografie, pořady a záznamy koncertů
- Dvaadvacítka (1999)
- Lewron Orchestra Olza (2005)
- Kvaska (2007)
- Legendy popu (2011)
- Bohemian Metal Rhapsody (2018)